# Copidosoma charon
Copidosoma charon är en stekelart som beskrevs av Emilio Guerrieri och John S. Noyes 2005. Copidosoma charon ingår i släktet Copidosoma och familjen sköldlussteklar.
Artens utbredningsområde är:
- Österrike.
- Tjeckien.
- Finland.
- Frankrike.
- Spanien.
- Sverige.

Arten är reproducerande i Sverige. Inga underarter finns listade i Catalogue of Life.